# ロレンツォ・モンティポ
ロレンツォ・モンティポ（Lorenzo Montipò, 1996年2月20日 - ）は、イタリア・ノヴァーラ出身のサッカー選手。エラス・ヴェローナFC所属。ポジションはゴールキーパー。

## 経歴

### クラブ
1996年2月20日、イタリア・ピエモンテ州ノヴァーラに生まれた。ノヴァーラ・カルチョの下部組織で育ち、2013年5月18日に行われたセリエB最終節ヴィルトゥス・ランチャーノとの試合で先発しトップチームにデビューした。
2015年7月14日、レガ・プロのローブル・シエーナに1年間の期限付き移籍で加入した。
2016年8月31日、セリエBのカルピFCに期限付き移籍で加入した。しかし出場機会を全く得られないなか、2017年1月にノヴァーラに復帰した。
2018年7月13日、セリエBのベネヴェント・カルチョに期限付き移籍で加入した。シーズン終了後の2019年6月18日にオプションが行使され、完全移籍でベネヴェントの一員になった。正GKとして2019-20シーズンのセリエBを制すると、2020年9月26日に行われた2020-21シーズン開幕節のUCサンプドリアとの試合でセリエAにデビューした。
2021年7月20日、セリエAのエラス・ヴェローナFCに一定の条件が達成されると買い取り義務の発生する期限付き移籍で加入した。在籍2年目の2022-23シーズンにチームは18位となり、17位のスペツィア・カルチョと残留プレーオフに臨むこととなったが、この試合で相手FWムバラ・エンゾラのPKをセーブするなどの活躍を見せチームをセリエA残留に導いた。

### 代表
2017年9月4日にスタディオ・ピエル・チェーザレ・トンボラートで行われたU-21スロベニア代表との親善試合で、後半途中からエミル・アウデーロに代わってピッチに入りU-21イタリア代表にデビューした。
2019年6月に自国イタリアとサンマリノで行われるUEFA U-21欧州選手権2019のメンバーに選出された。グループステージの全3試合ではアレックス・メレトがGKを務めたため出場機会は訪れず、チームもグループ2位となり決勝トーナメント進出には至らなかった。

## タイトル
ノヴァーラ
- レガ・プロ（ジローネA）：2014-15
- スーペルコッパ・ディ・レガ・プロ：2015

ベネヴェント
- セリエB：2019-20